# ماريا لوبيز غارسيا
ماريا لوبيز غارسيا (بالإسبانية: María López García)‏ هي لاعب هوكي الحقل إسبانية، ولدت في 16 فبراير 1990.

## روابط خارجية
- ماريا لوبيز غارسيا على موقع الاتحاد الدولي للهوكي (الإنجليزية)
- ماريا لوبيز غارسيا على موقع أوليمبيديا (الإنجليزية)